# Harrif Saleh
Mohamed Harrif Saleh (Miri, 15 september 1988) is een Maleisisch wielrenner die sinds 2011 uitkomt voor Terengganu Cycling Team.
In 2010 nam hij deel aan de wegrit op de Gemenebestspelen van 2010, hierin finishte hij op plek 36.

## Overwinningen
2007
2e etappe Jelajah Malaysia
2e etappe Melaka Chief Minister Cup
2008
2e etappe Ronde van de Zuid-Chinese Zee
2011
3e etappe Ronde van Brunei
2012
4e en 5e etappe Jelajah Malaysia
4e etappe Ronde van Brunei
3e en 5e etappe Ronde van Vietnam
Puntenklassement Ronde van Vietnam
2013
3e etappe Jelajah Malaysia
Puntenklassement Jelajah Malaysia
3e etappe Ronde van Borneo
2014
4e etappe Sharjah Tour
5e etappe Jelajah Malaysia
Puntenklassement Jelajah Malaysia
2015
3e etappe Ronde van de Filipijnen
 Wegwedstrijd op de Zuidoost-Aziatische Spelen
2016
3e en 4e etappe Ronde van Thailand
3e etappe Jelajah Malaysia
2017
5e etappe Jelajah Malaysia
2018
3e etappe Sri Lanka T-Cup
2019
2e etappe Ronde van Langkawi
5e etappe Ronde van Selangor
2020
5e en 7e etappe Ronde van Langkawi
2021
Grote Prijs van Manavgat
2022
3e en 4e etappe Ronde van Thailand
5e etappe Ronde van Taiwan

## Ploegen
- 2008 –  MNCF Cycling Team
- 2009 –  MNCF Cycling Team
- 2011 –  Terengganu Cycling Team
- 2012 –  Terengganu Cycling Team
- 2013 –  Terengganu Cycling Team
- 2014 –  Terengganu Cycling Team
- 2015 –  Terengganu Cycling Team
- 2016 –  Terengganu Cycling Team
- 2017 –  Terengganu Cycling Team
- 2018 –  Terengganu Cycling Team
- 2019 –  Terengganu Inc. TSG Cycling Team
- 2020 –  Terengganu Inc. TSG Cycling Team
- 2021 –  Terengganu Cycling Team
- 2022 –  Terengganu Polygon Cycling Team
- 2023 –  Terengganu Polygon Cycling Team
- 2024 –  Terengganu Cycling Team
- 2025 –  Terengganu Cycling Team

Ahmad Zamri · Batmunkh · Eyob · Goh · Lakasek · Marzuki · Mat Amin · Morey · Othman · Ovetsjkin · Romli · Rosdi · H. Saleh · Z. Saleh · Zulkurnain